# 360 kilomètres de Monza 1986
Navigation
Édition précédente Édition suivante
Les 360 kilomètres de Monza 1986 (officiellement appelé le Kouros Cup / Trofeo Filippo Caracciolo'), disputées le 20 avril 1986 sur le Circuit de Monza ont été la première manche du Championnat du monde des voitures de sport 1986.

## La course

### Classement de la course
Voici le classement officiel au terme de la course,,,.
- Les premiers de chaque catégorie du championnat du monde sont signalés par un fond jaune.
- Pour la colonne Pneus, il faut passer le curseur au-dessus du modèle pour connaître le manufacturier de pneumatiques.
- Les voitures ne réussissant pas à parcourir 75% de la distance du gagnant sont non classées (NC).

| Pos  | Classe | no  | Écurie                              | Pilotes                                     | Châssis                            | Pneus | Tours | Temps                 |
| Pos  | Classe | no  | Écurie                              | Pilotes                                     | Moteur                             | Pneus | Tours | Temps                 |
| ---- | ------ | --- | ----------------------------------- | ------------------------------------------- | ---------------------------------- | ----- | ----- | --------------------- |
| 1    | C1     | 1   | Rothmans Porsche                    | Hans-Joachim Stuck Derek Bell               | Porsche 962C                       | D     | 63    | 1 h 48 min 40 s 290   |
| 1    | C1     | 1   | Rothmans Porsche                    | Hans-Joachim Stuck Derek Bell               | Porsche Type-935 2.6L Flat-6 Turbo | D     | 63    | 1 h 48 min 40 s 290   |
| 2    | C1     | 4   | Martini Racing                      | Andrea De Cesaris Alessandro Nannini        | Lancia LC2                         | M     | 63    | + 49 s 100            |
| 2    | C1     | 4   | Martini Racing                      | Andrea De Cesaris Alessandro Nannini        | Ferrari 308C 3.0L V8 Turbo         | M     | 63    | + 49 s 100            |
| 3    | C1     | 19  | Brun Motorsport                     | Walter Brun Massimo Sigala                  | Porsche 956                        | M     | 61    | + 2 tours             |
| 3    | C1     | 19  | Brun Motorsport                     | Walter Brun Massimo Sigala                  | Porsche Type-935 2.6L Flat-6 Turbo | M     | 61    | + 2 tours             |
| 4    | C1     | 18  | Brun Motorsport                     | Oscar Larrauri Jesús Pareja                 | Porsche 962C                       | M     | 61    | + 2 tours             |
| 4    | C1     | 18  | Brun Motorsport                     | Oscar Larrauri Jesús Pareja                 | Porsche Type-935 2.6L Flat-6 Turbo | M     | 61    | + 2 tours             |
| 5    | C1     | 17  | Brun Motorsport                     | Drake Olson (en) Thierry Boutsen            | Porsche 962C                       | M     | 61    | + 2 tours             |
| 5    | C1     | 17  | Brun Motorsport                     | Drake Olson (en) Thierry Boutsen            | Porsche Type-935 2.6L Flat-6 Turbo | M     | 61    | + 2 tours             |
| 6    | C1     | 2   | Rothmans Porsche                    | Jochen Mass Bob Wollek                      | Porsche 962C                       | D     | 61    | + 2 tours             |
| 6    | C1     | 2   | Rothmans Porsche                    | Jochen Mass Bob Wollek                      | Porsche Type-935 2.6L Flat-6 Turbo | D     | 61    | + 2 tours             |
| 7    | C1     | 9   | Obermaier Racing                    | Richard Hamann Fulvio Ballabio (en)         | Porsche 956                        | G     | 61    | + 2 tours             |
| 7    | C1     | 9   | Obermaier Racing                    | Richard Hamann Fulvio Ballabio (en)         | Porsche Type-935 2.6L Flat-6 Turbo | G     | 61    | + 2 tours             |
| 8    | C1     | 10  | Porsche Kremer Racing               | Jo Gartner Klaus Niedzwiedz                 | Porsche 962C                       | Y     | 60    | + 3 tours             |
| 8    | C1     | 10  | Porsche Kremer Racing               | Jo Gartner Klaus Niedzwiedz                 | Porsche Type-935 2.6L Flat-6 Turbo | Y     | 60    | + 3 tours             |
| 9    | C1     | 61  | Kouros Racing Team                  | Henri Pescarolo John Nielsen                | Sauber C8                          | G     | 60    | + 3 tours             |
| 9    | C1     | 61  | Kouros Racing Team                  | Henri Pescarolo John Nielsen                | Mercedes-Benz M117 5.0L V8 Turbo   | G     | 60    | + 3 tours             |
| 10   | C1     | 33  | John Fitzpatrick Racing             | Emilio de Villota Fermín Vélez              | Porsche 956B                       | G     | 59    | + 4 tours             |
| 10   | C1     | 33  | John Fitzpatrick Racing             | Emilio de Villota Fermín Vélez              | Porsche Type-935 2.6L Flat-6 Turbo | G     | 59    | + 4 tours             |
| 11   | C2     | 74  | Gebhardt Motorsport                 | Frank Jelinski Stanley Dickens              | Gebhardt JC853                     | A     | 57    | + 6 tours             |
| 11   | C2     | 74  | Gebhardt Motorsport                 | Frank Jelinski Stanley Dickens              | Ford Cosworth DFL 3.3L V8 Atmo     | A     | 57    | + 6 tours             |
| 12   | C1     | 63  | Ernst Schuster                      | Ernst Schuster Siegfried Brunn              | Porsche 936C                       | D     | 56    | + 8 tours             |
| 12   | C1     | 63  | Ernst Schuster                      | Ernst Schuster Siegfried Brunn              | Porsche Type-962 2.8L Flat-6 Turbo | D     | 56    | + 8 tours             |
| 13   | C1     | 66  | Cosmik Racing                       | Costas Los                                  | March 84G                          | A     | 56    | + 8 tours             |
| 13   | C1     | 66  | Cosmik Racing                       | Costas Los                                  | Porsche Type-935 2.6L Flat-6 Turbo | A     | 56    | + 8 tours             |
| 14   | C2     | 70  | Spice Engineering                   | Gordon Spice Ray Bellm                      | Spice SE86C                        | A     | 55    | + 9 tours             |
| 14   | C2     | 70  | Spice Engineering                   | Gordon Spice Ray Bellm                      | Ford Cosworth DFL 3.3L V8 Atmo     | A     | 55    | + 9 tours             |
| 15   | C2     | 89  | Martin Schanche Racing              | Martin Schanche Birger Dyrstad              | Argo JM19                          | G     | 55    | + 9 tours             |
| 15   | C2     | 89  | Martin Schanche Racing              | Martin Schanche Birger Dyrstad              | Zakspeed 1.9L I4 Turbo             | G     | 55    | + 9 tours             |
| 16   | GTX    | 181 | "Victor"                            | "Victor" Toni Palma                         | Porsche 935                        | ?     | 52    | + 12 tours            |
| 16   | GTX    | 181 | "Victor"                            | "Victor" Toni Palma                         | Porsche Type-930 3.2L Flat-6 Turbo | ?     | 52    | + 12 tours            |
| 17   | C2     | 105 | Kelmar Racing                       | Pasquale Barberio Jean-Pierre Frey          | Tiga GC85                          | A     | 49    | + 15 tours            |
| 17   | C2     | 105 | Kelmar Racing                       | Pasquale Barberio Jean-Pierre Frey          | Ford Cosworth DFL 3.3L V8 Atmo     | A     | 49    | + 15 tours            |
| NC   | C2     | 80  | Jolly Club Carma F.F. SRL           | Carlo Facetti Martino Finotto               | Alba AR6                           | A     | 33    | + 26 tours            |
| NC   | C2     | 80  | Jolly Club Carma F.F. SRL           | Carlo Facetti Martino Finotto               | Carma FF 1.9L I4 Turbo             | A     | 33    | + 26 tours            |
| Abd. | C1     | 52  | Silk Cut Jaguar                     | Jean-Louis Schlesser Gianfranco Brancatelli | Jaguar XJR-6                       | D     | 61    | Vapeur d'essence      |
| Abd. | C1     | 52  | Silk Cut Jaguar                     | Jean-Louis Schlesser Gianfranco Brancatelli | Jaguar 6.5L V12 Atmo               | D     | 61    | Vapeur d'essence      |
| Abd. | C1     | 8   | Joest Racing                        | "John Winter" Marc Duez                     | Porsche 956                        | G     | 60    | Panne sèche           |
| Abd. | C1     | 8   | Joest Racing                        | "John Winter" Marc Duez                     | Porsche Type-935 2.6L Flat-6 Turbo | G     | 60    | Panne sèche           |
| Abd. | C2     | 75  | ADA Engineering                     | Evan Clements (de) Ian Harrower             | Gebhardt JC843                     | A     | 55    | Panne sèche           |
| Abd. | C2     | 75  | ADA Engineering                     | Evan Clements (de) Ian Harrower             | Ford Cosworth DFL 3.3L V8 Atmo     | A     | 55    | Panne sèche           |
| Abd. | C1     | 7   | Joest Racing                        | Klaus Ludwig Paolo Barilla                  | Porsche 956B                       | G     | 50    | Embrayage             |
| Abd. | C1     | 7   | Joest Racing                        | Klaus Ludwig Paolo Barilla                  | Porsche Type-935 2.6L Flat-6 Turbo | G     | 50    | Embrayage             |
| Abd. | C1     | 51  | Silk Cut Jaguar                     | Derek Warwick Eddie Cheever                 | Jaguar XJR-6                       | D     | 47    | Arbre de transmission |
| Abd. | C1     | 51  | Silk Cut Jaguar                     | Derek Warwick Eddie Cheever                 | Jaguar 6.5L V12 Atmo               | D     | 47    | Arbre de transmission |
| Abd. | C2     | 77  | Chamberlain Engineering             | Gareth Chapman Will Hoy                     | Tiga TS85                          | A     | 44    | Panne sèche           |
| Abd. | C2     | 77  | Chamberlain Engineering             | Gareth Chapman Will Hoy                     | Hart 418T 1.8L I4 Turbo            | A     | 44    | Panne sèche           |
| Abd. | C2     | 99  | Roy Baker Promotions                | Dudley Wood Thorkild Thyrring               | Tiga GC285                         | A     | 14    | Accident              |
| Abd. | C2     | 99  | Roy Baker Promotions                | Dudley Wood Thorkild Thyrring               | Ford Cosworth BDT 1.7L I4 Turbo    | A     | 14    | Accident              |
| Abd. | C2     | 83  | Techno Racing                       | Luigi Taverna Mario Sala                    | Alba AR3                           | A     | 11    | Embrayage             |
| Abd. | C2     | 83  | Techno Racing                       | Luigi Taverna Mario Sala                    | Ford Cosworth DFL 3.3L V8 Atmo     | A     | 11    | Embrayage             |
| Abd. | C2     | 92  | Automobiles Louis Descartes         | Louis Descartes Jacques Heuclin             | ALD 02                             | A     | 4     | Suspension            |
| Abd. | C2     | 92  | Automobiles Louis Descartes         | Louis Descartes Jacques Heuclin             | BMW M88 3.5L I6 Atmo               | A     | 4     | Suspension            |
| Np.  | C2     | 72  | Chevron Racing John Bartlett Racing | Roger Andreason Max Cohen-Olivar            | Chevron B62                        | ?     | -     | Moteur                |
| Np.  | C2     | 72  | Chevron Racing John Bartlett Racing | Roger Andreason Max Cohen-Olivar            | Ford Cosworth DFV 3.0L V8 Atmo     | ?     | -     | Moteur                |

## Pole position et record du tour
- Pole position :  Andrea De Cesaris (#4 Martini Racing) en 1 min 32 s 320
- Meilleur tour en course :  Alessandro Nannini (#4 Martini Racing) en 1 min 36 s 960

## À noter
- Longueur du circuit : 5,800 km
- Distance parcourue par les vainqueurs : 365,400 km